# دان ریکلس
دان ریکلس (انگلیسی: Don Rickles؛ زادهٔ ۸ مهٔ ۱۹۲۶ – درگذشتهٔ ۶ آوریل ۲۰۱۷) هنرپیشه، کمدین استند-آپ و مجری اهل ایالات متحده آمریکا بود. دان ریکلس در ۶ آوریل ۲۰۱۷، حدود یک ماه قبل از تولد ۹۱ سالگی‌اش، بر اثر نارسایی کلیوی درگذشت.

## گزیده فیلم‌شناسی
فهرست برخی از فیلم‌هایی که دان ریکلس در آنها به ایفای نقش پرداخته است:
- سگ‌دو
- بی‌صدا فرار کن، بی‌صدا دور شو
- پارتی شبانه دخترها
- قهرمانان کلی
- داستان اسباب‌بازی (صداپیشه)
- داستان اسباب‌بازی ۲ (صداپیشه)
- داستان اسباب‌بازی ۳ (صداپیشه)
- کازینو
- جستجو برای کملوت (صداپیشه)
- نگهبان باغ‌وحش (صداپیشه)
- ریزه میزه (صداپیشه)
- رکس پارتی جور کن (صداپیشه)